# Дзецинув (Отвоцький повіт)
Дзецинув (пол. Dziecinów) — село в Польщі, у гміні Собене-Єзьори Отвоцького повіту Мазовецького воєводства. Знаходиться поряд з рікою Вісла.
Населення — 693 особи (2011).
Площа села становить 6 квадратних кілометрів.
У 1975-1998 роках село належало до Седлецького воєводства.

## Демографія
Демографічна структура станом на 31 березня 2011 року:
|          | Загалом | Допрацездатний вік | Працездатний вік | Постпрацездатний вік |
| -------- | ------- | ------------------ | ---------------- | -------------------- |
| Чоловіки | 343     | 68                 | 229              | 46                   |
| Жінки    | 350     | 75                 | 187              | 88                   |
| Разом    | 693     | 143                | 416              | 134                  |